# Mircea Dridea
Mircea Dridea (né le 7 avril 1937 à Ploiești) est un joueur de footballeur international roumain, qui évoluait au poste d'attaquant.

## Biographie

### Carrière de joueur

#### Carrière en club
Il réalise l'intégralité de sa carrière avec le Petrolul Ploiești, remportant trois titres de champion de Roumanie et une Coupe de Roumanie. 
Il inscrit avec cette équipe plus de 140 buts en première division roumaine. Il marque notamment 21 buts lors de la saison 1960-1961, puis 22 buts lors de la saison 1961-1962.
Au sein des compétitions européennes, il joue avec Petrolul sept matchs en Coupe d'Europe des clubs champions, pour trois buts, douze en Coupe des villes de foires, pour cinq buts, et enfin deux en Coupe des coupes, pour deux buts. Il est quart de finaliste de la Coupe des villes de foires en 1963.
Après sa carrière de joueur, il devient président d'honneur du club.

#### Carrière en sélection
Mircea Dridea reçoit 18 sélections en équipe de Roumanie entre 1959 et 1967, inscrivant huit buts.
Il joue son premier match en équipe nationale le 30 août 1959, en amical contre la Pologne. Dridea marque un triplé lors de cette rencontre, qui voit les roumains s'imposer 2-3 à Varsovie.
Par la suite, le 3 décembre 1966, il inscrit un doublé contre Chypre, lors des éliminatoires de l'Euro 1968. Les Roumains s'imposent sur le large score de 1-5 à Nicosie.

#### Buts en sélection
| But | Date            | Lieu               | Adversaire | Résultat | Compétitions                               |
| --- | --------------- | ------------------ | ---------- | -------- | ------------------------------------------ |
| 1er | 30 août 1959    | Varsovie, Pologne  | Pologne    | V 2–3    | Match amical                               |
| 2e  | 30 août 1959    | Varsovie, Pologne  | Pologne    | V 2–3    | Match amical                               |
| 3e  | 30 août 1959    | Varsovie, Pologne  | Pologne    | V 2–3    | Match amical                               |
| 4e  | 14 mai 1961     | Ankara, Turquie    | Turquie    | V 0–1    | Match amical                               |
| 5e  | 2 novembre 1966 | Bucarest, Roumanie | Suisse     | V 4–2    | Éliminatoires du Championnat d'Europe 1968 |
| 6e  | 3 décembre 1966 | Nicosie, Chypre    | Chypre     | V 1–5    | Éliminatoires du Championnat d'Europe 1968 |
| 7e  | 3 décembre 1966 | Nicosie, Chypre    | Chypre     | V 1–5    | Éliminatoires du Championnat d'Europe 1968 |
| 8e  | 22 mars 1967    | Paris, France      | France     | V 1–2    | Match amical                               |

### Carrière d'entraîneur
Après avoir raccroché les crampons, il entraîne à plusieurs reprises son club de cœur, le Petrolul Ploiești.

## Palmarès

### Club
Petrolul Ploiești
- Championnat de Roumanie (3) :
  - Champion : 1958, 1959 et 1966
  - Vice-champion : 1962

- Coupe de Roumanie (1) :
  - Vainqueur : 1963